# Jasper County (Missouri)
Das Jasper County ist ein County im US-amerikanischen Bundesstaat Missouri. Im Jahr 2020 hatte das County 122.761 Einwohner und eine Bevölkerungsdichte von 74 Einwohnern pro Quadratkilometer. Der Verwaltungssitz (County Seat) ist Carthage. Größte Stadt des Countys ist Joplin.

## Geografie
Das County liegt im Südwesten von Missouri und grenzt im Westen an Kansas. Laut United States Census Bureau hat es eine Gesamtfläche von 1661 Quadratkilometern, die sich auf 1657 km² Land- und 4 km² Wasserfläche (0,25 %) verteilen. An das Jasper County grenzen folgende Nachbarcountys:
| Crawford County (Kansas) | Barton County | Dade County     |
| Cherokee County (Kansas) |               | Lawrence County |
|                          | Newton County |                 |

## Geschichte
Das County wurde am 29. Januar 1841 aus Teilen des Missouri-Territoriums gegründet und nach einem Helden des Amerikanischen Unabhängigkeitskriegs, Feldwebel (Sergeant) William Jasper, benannt.
31 Bauwerke und Stätten des Countys sind im National Register of Historic Places eingetragen (Stand 6. Februar 2018).

## Demografische Daten
Nach der Volkszählung im Jahr 2010 lebten im Jasper County 117.404 Menschen in 44.505 Haushalten. Die Bevölkerungsdichte betrug 70,9 Einwohner pro Quadratkilometer. In den 44.505 Haushalten lebten statistisch je 2,53 Personen.
Ethnisch betrachtet setzte sich die Bevölkerung zusammen aus 91,7 Prozent Weißen, 2,4 Prozent Afroamerikanern, 1,6 Prozent amerikanischen Ureinwohnern, 1,0 Prozent Asiaten sowie aus anderen ethnischen Gruppen; 2,9 Prozent stammten von zwei oder mehr Ethnien ab. Unabhängig von der ethnischen Zugehörigkeit waren 7,0 Prozent der Bevölkerung spanischer oder lateinamerikanischer Abstammung.
25,6 Prozent der Bevölkerung waren unter 18 Jahre alt, 60,8 Prozent waren zwischen 18 und 64 und 13,6 Prozent waren 65 Jahre oder älter. 51,1 Prozent der Bevölkerung war weiblich.

Das jährliche Durchschnittseinkommen eines Haushalts lag bei 37.894 USD. Das Pro-Kopf-Einkommen betrug 19.899 USD. 18,9 Prozent der Einwohner lebten unterhalb der Armutsgrenze.

## Ortschaften im Jasper County
Citys
| - Alba - Asbury - Carl Junction - Carterville - Carthage | - Duenweg - Jasper - Joplin1 - La Russell - Neck City | - Oronogo - Purcell - Reeds - Sarcoxie - Webb City |

Villages
| - Airport Drive - Avilla - BrooklynHeights | - Carytown - Duquesne - Fidelity |

Unincorporated Communities
| - Atlas - Belle Center - Belleville - Bowers Mill - Central City - Chitwood - Cossville | - Dudenville2 - Forest Mills - Galesburg - Gulfton - Iron Gates - Kendricktown - Klondike | - Knights - Lakeside - Lone Elm - Maple Grove - Maxville - Medoc - Morgan Heights | - Motley - Oakland Park - Opolis - Parshley - Pleasant Valley - Preston - Prosperity | - Scotland - Smithfield - Stringtown - Thoms - Tuckahoe - Tuckers Corner |

1 – teilweise im Newton County

2 – teilweise im Dade County

## Gliederung
Das Jasper County ist in 15 Townships eingeteilt:
| Township         | Einwohner (2010) | FIPS     |
| ---------------- | ---------------- | -------- |
| Duval Township   | 839              | 29-20602 |
| Galena Township  | 27.239           | 29-26236 |
| Jackson Township | 4954             | 29-35828 |
| Jasper Township  | 601              | 29-36530 |
| Joplin Township  | 42.173           | 29-37610 |
| Lincoln Township | 296              | 29-42788 |
| Madison Township | 2502             | 29-45416 |
| Marion Township  | 15.137           | 29-46064 |

| Township             | Einwohner (2010) | FIPS     |
| -------------------- | ---------------- | -------- |
| McDonald Township    | 810              | 29-44930 |
| Mineral Township     | 9100             | 29-48692 |
| Preston Township     | 1446             | 29-59906 |
| Sarcoxie Township    | 3043             | 29-66008 |
| Sheridan Township    | 412              | 29-67340 |
| Twin Groves Township | 6556             | 29-74266 |
| Union Township       | 2296             | 29-74716 |
|                      |                  |          |